# Aroa achrodisca
Aroa achrodisca är en fjärilsart som beskrevs av George Francis Hampson 1910. Aroa achrodisca ingår i släktet Aroa och familjen tofsspinnare. Inga underarter finns listade i Catalogue of Life.